# Ross D. E. MacPhee
Ross Douglas Earle MacPhee (* 17. Januar 1949 in Edinburgh, Schottland) ist ein US-amerikanischer Mammaloge schottischer Herkunft. Seine Forschungsschwerpunkte sind Primaten, Kleinsäuger und die Paläomammalogie.

## Leben
MacPhee ist der Sohn von H. Douglas M. und Joan I. MacPhee, geborene Tankard. Sein Vater war Arzt. 1969 erlangte er seinen Bachelor of Arts an der University of British Columbia, Vancouver, Kanada. 1977 wurde er mit der Dissertation Auditory regions of strepsirhine primates, tree shrews, elephant shrews, and lipotyphlous insectivores: an ontogenetic perspective on character analysis an der University of Alberta, Edmonton, Kanada, zum Ph.D. promoviert. Von 1977 bis 1978 war MacPhee Gastdozent für Anthropologie an der University of Winnipeg. Von 1978 bis 1979 war er Gastdozent für Anthropologie an der University of Manitoba. Im selben Zeitraum war er Chefredakteur des wissenschaftlichen Journals Canadian Review of Physical Anthropology. Von 1979 bis 1985 war er Gastprofessor und von 1985 bis 1989 außerordentlicher Professor für Anatomie an der Duke University. 1988 wurde MacPhee Kurator für Säugetiere am American Museum of Natural History in New York City. Von 1993 bis 1999 war er Leiter der mammalogischen Abteilung. Im Jahr 1989 war er Dozent an der Richard Gilder Graduate School und an der Bernard M. Baruch College of City University sowie außerordentlicher Professor an der City University of New York. Im Jahr 1991 war er Lehrbeauftragter des Graduate Centers der City University of New York. Von 1994 bis 2005 war er Wissenschaftlicher Mitarbeiter in der Abteilung für Wirbeltierpaläontologie des Carnegie Museum of Natural History. Im Frühjahr 2004 wurde er Lehrbeauftragter für Ökologie, Evolution und Umweltbiologie an der Columbia University. Von 2005 bis 2011 war er Senior-Wissenschaftler und Gastprofessor für Zellbiologie am New York University Medical Center.
1998 gründete MacPhee gemeinsam mit Clare Flemming, Melanie Stiassny und Ian J. Harrison das Committee on Recently Extinct Organisms (CREO). Dieses Gremium entwickelte ein Forschungsprogramm, mit dem Daten über ausgestorbene Arten akurater gesammelt und ausgewertet werden können.
MacPhees Hauptinteressen sind die Paläobiogeographie, das Aussterben der Säugetiere und die kraniale Entwicklung der Schädelmorphologie. Im Hinblick auf die Paläobiogeographie beschäftigt er sich mit Fragen der Säugetier- und allgemeinen Wirbeltiervielfalt auf den Westindischen Inseln, auf Madagaskar sowie in der Antarktis vom späten Mesozoikum bis zum späten Neogen. MacPhee untersucht auch die jüngeren Aussterbewellen von Säugetieren und konzentriert sich dabei auf den Verlust der Megafauna während des Spätpleistozäns in Nordamerika und Nordasien. Ziel seiner Forschung und die seiner Kollegen ist es, die Kausalmuster hinter diesen Verlusten zu klären. Hierbei wird die Populationsdynamik von fossilen Arten unter Verwendung von alten DNA-Methoden untersucht.
MacPhree hält Mitgliedschaften in der Society of Vertebrate Paleontology, in der American Association of Physical Anthropologists, in der Society for Island Faunas, in der American Society of Mammalogists, in der American Association for the Advancement of Science und in der Sociedad Espeleologica de Cuba.

## Dedikationsnamen
2007 benannten Steven M. Goodman, Natalie Vasey und David A. Burney die subfossile Kleintenrek-Art Microgale macpheei zu Ehren von Ross MacPhee.

## Schriften (Auswahl)
- Ross D. E. MacPhee: The Shrew Tenrecs of Madagascar: Systematic Revision and Holocene Distribution of Microgale (Tenrecidae, Insectivora). American Museum Novitates 2889, 1987, S. 1–45
- Ross D. E. MacPhee, Michael J. Novacek und Gerhard Storch: Basicranial Morphology of Early Tertiary Erinaceomorphs and the Origin of Primates. American Museum Novitates 2921, 1988, S. 1–42
- Ross D. E. MacPhee: Primates and Their Relatives in Phylogenetic Perspective (Advances in Primatology) Springer, 1993. ISBN 978-0306444227
- Ross D. E. MacPhee: Morphology, adaptations, and relationships of Plesiorycteropus, and a diagnosis of a new order of Eutherian mammals. Bulletin of the American Museum of Natural History 220, 1994, S. 1–214
- Ross D. E. MacPhee und Manuel A. Iturralde-Vinent: Origin of the Greater Antillean Land Mammal Fauna, 1: New Tertiary Fossils from Cuba and Puerto Rico. American Museum Novitates 3141, 1995, S. 1–31
- Ross D. E. MacPhee: Extinctions in Near Time: Causes, Contexts, and Consequences. Kluwer Academic/Plenum Publishers, 1999, ISBN 0306460920.
- Ross D. E. MacPhee, Manuel A. Iturralde-Vinent und Eugene S. Gaffney: Domo de Zaza, an Early Miocene Vertebrate Locality in South-Central Cuba, with Notes on the Tectonic Evolution of Puerto Rico and the Mona Passage. American Museum Novitates 3394, 2003, S. 1–42
- Ross D. E. MacPhee, Manuel A. Iturralde-Vinent und Osvaldo Jiménez Vázquez: Prehistoric Sloth Extinctions in Cuba: Implications of a New “Last” Appearance Date. Caribbean Journal of Science 43 (1), 2007, S. 94–98
- Ross D. E. MacPhee: Race to The End: Amundsen, Scott, and the Attainment of the South Pole Sterling Innovation, 2010. ISBN 978-1402770296
- Ross D. E. MacPhee, Peter Schouten: End of the Megafauna: The Fate of the World’s Hugest, Fiercest, and Strangest Animals W. W. Norton & Co, 2018. ISBN 978-0393249293